# James Cranfield (2e comte de Middlesex)
James Cranfield, 2e comte de Middlesex (1621 - 16 septembre 1651), nommé Lord Cranfield de 1622 à 1645, est un homme politique anglais qui siège à la Chambre des communes en 1640 et hérite de sa pairie en 1645.

## Biographie
Cranfield est le fils de Lionel Cranfield (1er comte de Middlesex) et est baptisé le 27 décembre 1621.
En avril 1640, Cranfield est élu député de Liverpool dans le Court Parlement. Il hérite du comté à la mort de son père en 1645. Middlesex est nommé Lord-lieutenant du Staffordshire en 1646 et gardien de la Kingswood Forest en 1647. En 1648, il est commissaire parlementaire au Traité de Newport.
Cranfield épouse Lady Anne Bourchier, fille d'Edward Bourchier (4e comte de Bath). Sa fille Elizabeth épouse John Egerton (3e comte de Bridgewater). Il est remplacé par son frère Lionel Cranfield (3e comte de Middlesex).